# Brachycoleus pilicornis
Brachycoleus pilicornis is een wants uit de familie van de blindwantsen (Miridae). De soort werd het eerst wetenschappelijk beschreven door Georg Wolfgang Franz Panzer in 1805.

## Uiterlijk
De redelijk ovale blindwants heeft altijd volledige vleugels en kan 6 tot 7 mm lang worden. Het geelrode scutellum en het halsschild (pronotum) zijn aan de voorkant vaak zwart. De kop is oranje of geel en heeft een zwarte dwarsstreep achter de ogen. De antennes zijn grotendeels geelrood van kleur. Bij de mannetjes is het tweede segment zwart en bij de vrouwtjes gedeeltelijk zwart. De laatste twee segmenten zijn donker gekleurd. De pootjes hebben een roodgele kleur met uitzondering van een klein stukje zwart aan de schenen en tarsi. Het lichaam is bij de mannetjes langwerpiger ovaal dan bij de vrouwtjes en is bedekt met kleine gele haartjes. De voorvleugels zijn geelrood en het doorzichtige deel van de vleugels heeft gele aders.

## Leefwijze
De wants overwintert al eitje en leeft voornamelijk op wolfsmelksoorten (Euphorbia) als zandwolfsmelk, stijve wolfsmelk en cipreswolfsmelk. Er is een enkele generatie per jaar
die van juni tot juli waar te nemen is in bermen en langs rivierdijken.

## Leefgebied
De wants is in 1953 voor het laatst in Midden-Limburg waargenomen en komt waarschijnlijk niet langer in Nederland voor. Het verspreidingsgebied is palearctisch, van Europa tot aan het Midden-Oosten.